# ادویژ لاوسون-واد
ادویژ لاوسون-واد (فرانسوی: Edwige Lawson-Wade‎؛ زادهٔ ۱۴ مهٔ ۱۹۷۹) بازیکن بسکتبال اهل فرانسه است.
وی در مسابقات کشوری و بین‌المللی در مجموع برندهٔ ۱ مدال طلا، ۳ مدال نقره، ۱ مدال برنز شده‌است.